# WPA-9-Ball-Weltmeisterschaft der Junioren
Die WPA-9-Ball-Weltmeisterschaft der Junioren ist ein seit 1992 ausgetragenes Poolbillardturnier zur Ermittlung der Junioren-Weltmeister im Poolbillard. Sie wird in der Disziplin 9-Ball ausgetragen.
Nachdem zunächst nur der Titel der Altersklasse der U19-Junioren ausgespielt wurde, kam 2004 der Wettbewerb der Juniorinnen hinzu, seit 2014 wird zudem der Titel der U17-Junioren ausgetragen.
Erfolgreichster Spieler der Junioren-Weltmeisterschaft ist der Taiwaner Wu Yu-lun, der 2004, 2005 und 2006 U19-Weltmeister wurde.
Brian Naithani wurde 2001 Weltmeister und 2000 Vizeweltmeister und ist damit der erfolgreichste Deutsche, zudem wurden Christian Götemann (1997) und Moritz Neuhausen (U17: 2019) Weltmeister und Tobias Bongers 2012 Vizeweltmeister. 2000 wurde der Schweizer Dimitri Jungo Weltmeister.
Mit jeweils zwei Weltmeistertiteln sind die Amerikanerin Mary Ann Rakin, die Kanadierin Brittany Bryant und die Taiwanerin Chen Chia-hua die erfolgreichsten Spielerinnen der Junioren-WM. Die Österreicherin Jasmin Ouschan, die Polin Oliwia Czupryńska und die Belgierin Kamila Khodjaeva wurden jeweils einmal Weltmeisterin und einmal Zweite.

## Turnierstatistik

### U19-Junioren
| Jahr | Austragungsort | Weltmeister        | Ergebnis | Finalist            |
| ---- | -------------- | ------------------ | -------- | ------------------- |
| 1992 |                | Hsia Hui-kai       |          |                     |
| 1993 |                | Hsia Hui-kai       |          |                     |
| 1994 |                | Jørn Kjølaas       |          |                     |
| 1995 |                | Huang Kung-chang   |          |                     |
| 1996 |                | Huang Kung-chang   |          |                     |
| 1997 |                | Christian Götemann |          |                     |
| 1998 |                | Lu Hui-chan        |          |                     |
| 1999 | Alicante       | Lu Hui-chan        |          | John Vassalos       |
| 2000 | Québec         | Dimitri Jungo      |          | Brian Naithani      |
| 2001 | Amagasaki      | Brian Naithani     |          | Chang Jung-Lin      |
| 2002 | Kaohsiung      | Chen Ying-chieh    |          | Shane Hennen        |
| 2003 | Willingen      | Vilmos Földes      |          | Chang Jung-Lin      |
| 2004 | Adelaide       | Wu Yu-lun          |          | Wu Chia-ching       |
| 2005 | Velden         | Wu Yu-lun          |          | Hayato Hijikata     |
| 2006 | Sydney         | Wu Yu-lun          |          | Ko Pin-yi           |
| 2007 | Willingen      | Ko Pin-yi          | 11:7     | Wu Yu-lun           |
| 2008 | Reno, NV       | Ko Pin-yi          |          |                     |
| 2009 |                | Ruslan Tschinachow | 11:8     | Phil Burford        |
| 2010 | Reno, NV       | Francisco Sánchez  | 11:6     | Jesse Engel         |
| 2011 | Kielce         | Marek Kudlik       | 11:9     | Konrad Piekarski    |
| 2012 | Willingen      | Liu Cheng-chieh    | 9:5      | Tobias Bongers      |
| 2013 | Johannesburg   | Ko Ping-chung      | 8:5      | Sebastian Batkowski |
| 2014 | Shanghai       | Aloysius Yapp      | 11:10    | Hsu Jui-an          |
| 2015 | Shanghai       | Long Zehuang       | 11:5     | Maxim Dudanez       |
| 2016 | Shanghai       | Kong Dejing        | 11:2     | Daniel Macioł       |
| 2017 | Moskau         | Fjodor Gorst       | 11:3     | Enkhbold Temuujin   |
| 2018 | Moskau         | Yip Kin Ling       | 11:10    | Robbie Capito       |
| 2019 | Nikosia        | Jonas Souto        | 11:9     | Sanjin Pehlivanović |
| 2021 |                | Moritz Neuhausen   |          |                     |
| 2022 |                | Szymon Kural       |          |                     |
| 2023 |                | Yannick Pongers    |          |                     |

### U17-Junioren
| Jahr | Austragungsort | Weltmeister         | Ergebnis | Finalist            |
| ---- | -------------- | ------------------- | -------- | ------------------- |
| 2014 | Shanghai       | Kong Dejing         | 8:7      | Jeffrey Roda        |
| 2015 | Shanghai       | Daniel Macioł       | 8:4      | Zheng Xiaohuai      |
| 2016 | Shanghai       | Zheng Xiaohuai      | 8:5      | Enkhbold Temuujin   |
| 2017 | Moskau         | Sanjin Pehlivanović | 9:1      | Robbie Capito       |
| 2018 | Moskau         | Mahkeal Parris      | 9:6      | Emil Andre Gangfløt |
| 2019 | Nikosia        | Moritz Neuhausen    | 9:5      | Fu Huan             |
| 2021 |                | Jastrzab Dominik    |          |                     |
| 2022 |                | Karl Gnadeberg      |          |                     |
| 2023 |                | Derin Asaku Sitorus |          |                     |

### Juniorinnen
| Jahr | Austragungsort | Weltmeisterin      | Ergebnis | Finalistin              |
| ---- | -------------- | ------------------ | -------- | ----------------------- |
| 2004 | Adelaide       | Zhou Mengmeng      |          | Jasmin Ouschan          |
| 2005 | Velden         | Jasmin Ouschan     |          | Helen Athanasiou        |
| 2006 | Sydney         | Mary Ann Rakin     |          | Anna Kostanian          |
| 2007 | Willingen      | Mary Ann Rakin     | 9:2      | Tina Buhnen             |
| 2008 | Reno, NV       | Brittany Bryant    | 9:8      | Konischi Samia          |
| 2009 |                | Lin Keng-chun      | 9:6      | Anja Wagner             |
| 2010 | Reno, NV       | Brittany Bryant    | 9:6      | Briana Miller           |
| 2011 | Kielce         | Oliwia Czupryńska  | 9:7      | Anastassija Netschajewa |
| 2012 | Willingen      | Kamila Khodjaeva   | 7:0      | Oliwia Czupryńska       |
| 2013 | Johannesburg   | Natalja Seroschtan | 6:2      | Yuki Hiraguchi          |
| 2014 | Shanghai       | Liu Yuchen         | 9:3      | Kamila Khodjaeva        |
| 2015 | Shanghai       | Chezka Centeno     | 9:3      | Xia Yuying              |
| 2016 | Shanghai       | Chen Chia-hua      | 9:8      | Tsai Pei-chun           |
| 2017 | Moskau         | Kristina Tkatsch   | 9:6      | Lee Woo-jin             |
| 2018 | Moskau         | Chen Chia-hua      | 9:5      | Seo Seoa                |
| 2019 | Nikosia        | Lu Yi-hsuan        | 9:5      | Tamami Okuda            |
| 2021 |                | Lena Primus        |          |                         |
| 2022 |                | Xin Yu Hong        |          |                         |
| 2023 |                | Xin Yu Hong        |          |                         |